# 蔡啸
蔡啸（1919年10月—1990年1月11日），原姓苏，男，台湾台南人，中國共產黨中央委員、中国人民解放军大校級干部，曾任台湾民主自治同盟主席。

## 生平
蔡嘯1934年從臺灣前往福建，1937年加入红军，参加闽西南抗日义勇军第2支队。1939年1月加入中国共产党。曾任新四军第6师18旅教导大队大队长和苏中军区1分区作战科科长。抗日战争后又在新四军兼山东军区第1纵队、华东野战军第1纵队司令部任职。中华人民共和国成立后，任中国人民解放军第三野战军第20军59师177团副团长、空军师副师长兼参谋长等职。1960年6月升大校军衔。曾获二级独立自由勋章、二级解放勋章。1988年7月被授予解放军独立功勋荣誉章。
1978年参加台湾民主自治同盟，并成为其第二届总部理事会主席和第三届总部理事会理事。是中共第十届、十一届中央委员，政协第五、六届全国委员会常务委员。

## 家庭
女：苏辉 ，十三届全国政协副主席，台盟中央主席。